# 부호형사 Balance:UNLIMITED
《부호형사 Balance:UNLIMITED》(일본어: 富豪刑事 Balance:UNLIMITED)는 쓰쓰이 야스타카가 쓴 소설 《부호형사》를 원작으로 CloverWorks가 제작하고 이토 도모히코가 감독한 일본 애니메이션 TV 시리즈이다.
2020년 4월 9일 후지 TV의 노이타미나 애니메이션 프로그래밍 블록에서 첫 방송되었지만, 코로나19 범유행으로 인해 두 번째 에피소드 이후 프로그래밍이 연기되었다. 해당 시리즈는 2020년 7월 16일부터 9월 24일까지 방송을 재개했다.

## 줄거리
극한의 재산을 가진 형사 가베 다이스케는 현대범죄수사본부에 배속된다. 경시청에 문제를 일으킨 경찰관들이 이곳으로 파견된다. 다이스케는 다이스케의 뇌물 수수에 반발하는 하루 카토와 파트너 관계를 맺는다. 도전적인 미스터리가 두 형사 앞에 펼쳐지고, 두 형사는 함께 협력하여 문제를 해결해야 한다.

## 한국어판 목소리 출연
- 심승한: 칸베 다이스케
- 박요한: 카토 하루
- 김윤채: 칸베 스즈에
- 박성영: 카메이 신노스케
- 김환진: 나카모토 초스케, 핫토리
- 정주원: 호시노 료, 휴스크
- 비주언: 사에키 마호로, 칸베 키쿠코
- 최현수: 타케이 가쓰히로
- 장서화: 아라키
- 정의택: 키요미즈
- 임채빈: 유모토 뎃페이
- 이은조: 모토야마
- 그 밖: 김예림, 이주승, 성예원